# Kasjan
Kasjan – imię męskie pochodzenia łacińskiego. Wywodzi się od nazwiska rodu rzymskiego Cassianus. Imię to nosiło około dwunastu świętych lub błogosławionych. W Polsce imię wystąpiło w 1445 roku jako Cassianus (Kasyjan). Później było rzadkie. Współcześnie ma niewielką popularność (w 2015 r. imię to nadano 27 chłopcom, w 2016 r. – 43, w 2017 r. – 61). W styczniu 2025 r. w rejestrze PESEL, wśród publicznie dostępnych danych dotyczących osób żyjących, wykazano 1476 mężczyzn o imieniu Kasjan nadanym jako imię pierwsze.
Żeński odpowiednik: Kasjana.
Kasjan obchodzi imieniny: 9 marca,  13 marca, 22 marca, 24 marca, 5 kwietnia, 29 kwietnia, 13 sierpnia, 25 listopada i 3 grudnia.

## Mężczyźni o imieniu Kasjan
Święci o tym imieniu
- Kasjan z Tangeru – męczennik[2]
- Kasjan z Imoli (IV w. n.e.) – nauczyciel, zabity rylcami do pisania przez swoich uczniów-pogan; został patronem stenografów[2]
- Kasjan z Benewentu (IV w. n.e.) – biskup benewentyński
- Jan Kasjan (360–435) – kapłan chrześcijański, teolog, święty
- Kasjan z Nantes (1607–1638) – franciszkanin, męczennik.

Inne osoby
- Kasjan Sakowicz (1578–1647) – działacz cerkiewny i pisarz polemista, później kapelan w klasztorze augustianów w Krakowie.